# Biecz
Biecz (německy Beitsch) je město v Polsku v Malopolském vojvodství v okrese Gorlice. Leží v polské části Karpat, na řece Ropě, přibližně 35 kilometrů západně od Krosna. Jedná se o jedno z nejstarších měst v Malopolsku, založeno bylo během 10. století. Díky své bohaté historii je často označováno jako „perla Podkarpatska“ nebo „malý Krakov“. Někdy se mu také přezdívá „polské Carcassonne“, a to díky dochovaným fragmentům středověkých hradeb a budov. V roce 2024 ve městě žilo 4 313 obyvatel.

## Název
Nejstarší zmínky o městě v historických pramenech uvádějí název města ve formách Beyech, Begech, Begecz, Begesz, Beyecz, Beecz, Beycz, Byecz a Beiech. Z této rozmanitosti názvů vyplývá, že původní podoba názvu byla Biejecz, která byla zřejmě zdrobnělinou odvozenou od osobního jména Biejek (jméno jež sice není doloženo, ale lze jej snadno odvodit od tvaru Biejecz a z názvu Biejków). Vzhledem ke stáří města je nepravděpodobné odvozování od jména Bieniedzikt, a tak lingvisté předpokládají, že původní tvar vycházel ze jména Biezdziad nebo jiného staroslovanského jména začínajícího předponou Bie-. Ve 13. století došlo k vyrovnání nominativu na základě kmenů pádů nesklonných (např. v lokálu "w Biejczu" – "v Biejeczu"), což vedlo ke vzniku tvaru Biejcz bez změn v kmeni, a následně ke vzniku dnešní podoby názvu Biecz.
Kromě této verze existuje řada dalších teorií, včetně zjevných lidových výkladů, které spojují název např. s karpatským kmenem Biessi zmiňovaným Ptolemaiem; s legendárním loupežníkem jménem Becz; s pohořím Beskydy, nebo se západo- a jihozápadoslovanským nářečním výrazem pro „městečko“, doloženým např. jako Beč/Беч v srbštině a chorvatštině, přejatým do romštiny (Bech) a maďarštiny (Bécs).

## Historie

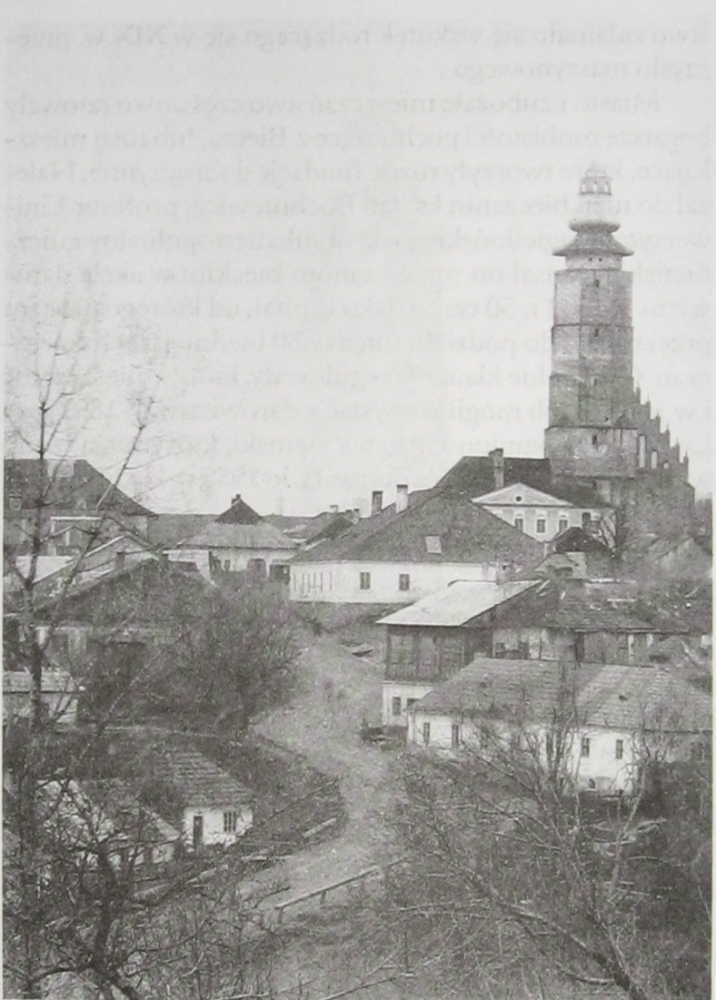
Biecz okolo roku 1900

Oblast okolo dnešního Biecze byla osídlována přerušovaně již od neolitu, avšak první zmínky o pojmenovaném osídlení pocházejí z 11. století. Centrum dnešního města se nacházelo přibližně 500 metrů od své současné polohy. Ve 12. století se Biecz stal centrem kastelánie a v polovině 14. století obdržel městská práva podle magdeburského práva. 
Město leželo na obchodní cestě mezi Krakovem a Horními Uhry, zejména směrem na Bardejov, a proto až do poloviny 17. století patřilo mezi významná a větší sídla Malopolska, zvláště ve srovnání s jeho dnešním umenšeným postavením. Relativně brzy, již v roce 1257, získal Biecz městská práva, která byla roku 1363 převedena na magdeburské právo. Na počátku 14. století náleželo město krakovskému biskupovi Janu Muskatovi, v této době došlo v okolí k rozsáhlé kolonizaci podle německého práva. V 15. století tvořili přistěhovalí němečtí kolonisté, podobně jako v sousedních vesnicích Rozembark (dnešní Rożnowice) a Binarowa, velkou část obyvatelstva (v menší míře byli přítomni i v dalších obcích, jako Strzeszyn, Ołpiny, Święcany, Jodłowa, Racławice, Szerzyny a Wójtowa). Mezi lety 1388 až 1398 například tvořili většinu zdejších katů právě Němci.
V období reformace se u zdejších německy mluvících měšťanů výrazně rozšířilo luteránství (roku 1503 existovalo v bieczském farním kostele beneficium pro německého kazatele). Marcin Beier, oltářník z farního kostela a farář v Binarowé, se stal prvním člověkem v Polsko-litevské unii, který byl obžalován a odsouzen k vězení kvůli podezření z šíření Lutherovy hereze.
V polovině 17. století zahrnoval tehdejší okres Biecz v rámci Krakovského vojvodství celkem jedenáct měst a 264 vesnic. Význam města začal opadat po švédské invazi do Polska, ještě výrazněji pak po prvním dělení Polska, kdy byl Biecz roku 1772 připojen k nově vytvořenému Království Halič a Lodomerie v rámci habsburské monarchie (od roku 1804 Rakouského císařství). K definitivnímu zrušení okresu Biecz došlo v roce 1783. Po zrušení patrimoniální správy a nevolnictví se Biecz stal sídlem soudního okresu v rámci okresu Gorlice. Roku 1884 zde byla otevřena železniční stanice na trase Haličské transverzální dráhy.
V roce 1918, po skončení první světové války a rozpadu rakousko-uherské monarchie, se Biecz stal součástí obnoveného Polska, což bylo přerušeno pouze během německé okupace Polska během druhé světové války, v jejíchž časech přišlo o život na 800 zdejších občanů. Během válečné éry ve městě vzniklo několik odbojových organziací, včetně oddílů Zemské armády a Rolnických praporů.
V letech 1975 až 1998 náleželo město do Krosenského vojvodství. V roce 2005 byla v Bieczi obnovila tradice hejnalu, který je pravidelně hrán ze zvonice zdejší radnice. V roce 2008 byl zprovozněn obchvat města na vojvodské silnici č. 28.

## Geografie

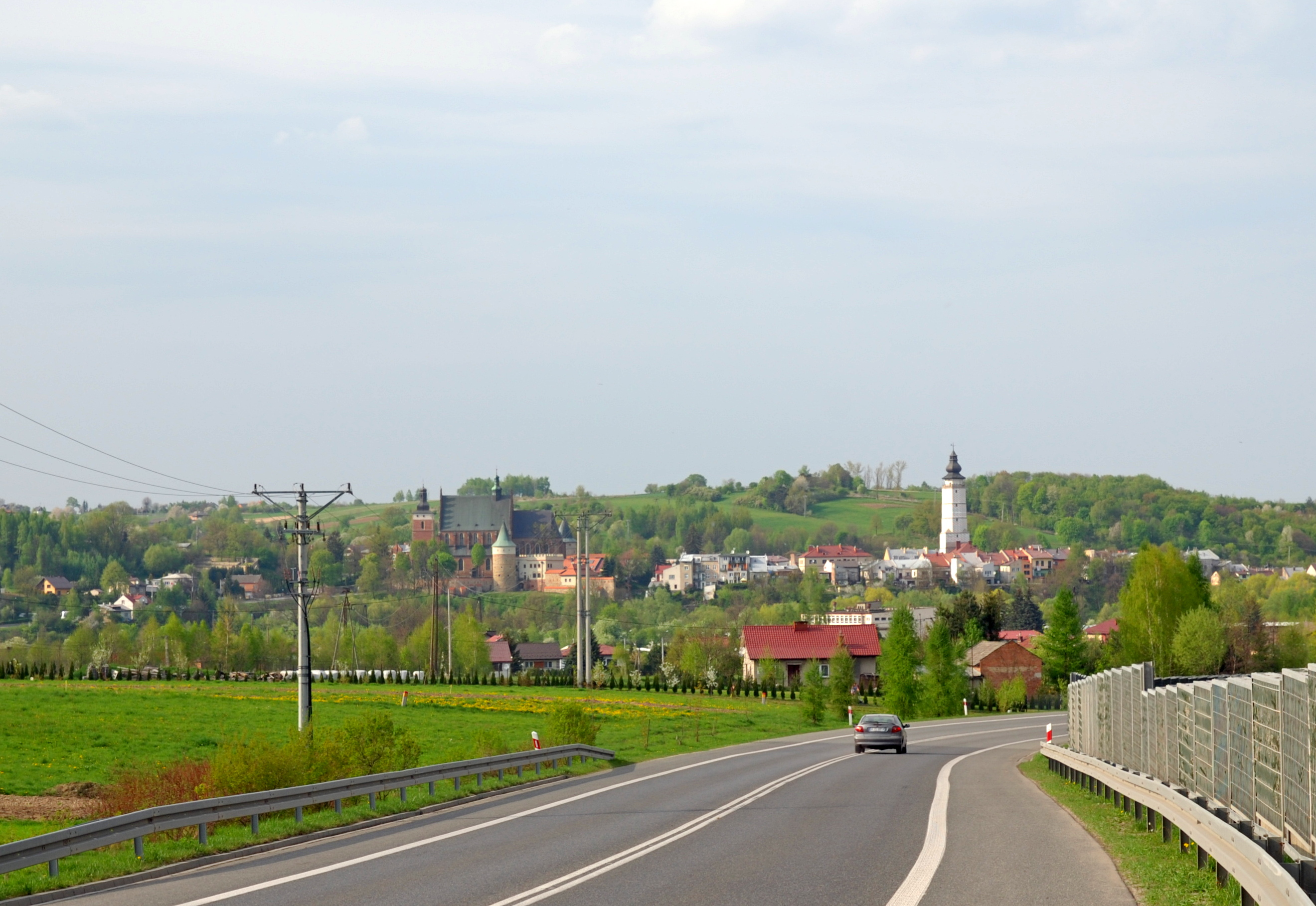
Panorama města z obchvatu

Město leží v jihovýchodní části Polska, přibližně 35 kilometrů od hranic se Slovenskem a 100 kilometrů od hranic s Ukrajinou. Vzdálenosti od Biecze k významnějším polským městům jsou následující: Nowy Sącz – 50 km, Tarnów – 55 km, Krakov – 125 km, Katovice – 200 km, Lublin – 250 km, Lodž – 350 km, Varšava – 355 km, Poznaň – 575 km, Bydhošť – 647 km, Gdaňsk – 705 km a Štětín – 770 km. Sousedními obcemi jsou Binarowa, Głęboka, Grudna Kępska, Korczyna, Libusza a Strzeszyn.
Z hlediska historických regionů se Biecz rozprostírá v Malopolsku, v průběhu dějin spadalo rovněž pod oblast Krakova. Význam, kterého Biecz dosáhl v období středověku a renesance, vedl k tomu, že městu byla svěřena správa nad rozsáhlým okolním územím (latinsky označováno jako Terra Biecensis).
Biecz leží na řece Ropě, na horském průsmyku přes Karpaty. Až do 19. století protékal tok řeky samotným středem města, s výstavbou železnice byl však její tok uměle upraven tak, aby vedl podél města. V okolí Biecze se nachází řada ložisek ropy.
Navzdory poměrně malé rozloze města je jeho území značně výškově členité. Nejvyšší bod se nachází v nadmořské výšce 368,7 metru, nejnižší pak ve výšce 243 metrů nad mořem.

## Obyvatelstvo
S přibližně 5 000 obyvateli je Biecz 44. nejlidnatějším městem Malopolského vojvodství. S postupným růstem města v historii, rostl i počet jeho obyvatel. Ve 14. století měla oblast okolo města, včetně okolních vesnic, celkem 522 obyvatel. Do poloviny 16. století toto číslo vzrostlo na 3 700, počátkem 17. století ale opět kleslo přibližně na 1 800.
V první polovině 16. století patřil Biecz k největším polským městům co do rozlohy i do počtu obyvatel. Třicetiletá válka a četné požáry ovšem způsobily, že počet obyvatel začal klesat. Roku 1721 zasáhl Biecz velký mor, třicet přeživších na památku obětí postavilo na připomínku kapli sv. Michaela archanděla. Nacistická okupace během druhé světové války vedla k dalším výrazným ztrátám na obyvatelstvu. V průběhu války bylo do Biecze přesídleno několik menších vesnic, což vedlo v roce 1944 k dosažení historicky nejvyššího počtu obyvatel – 5 973.

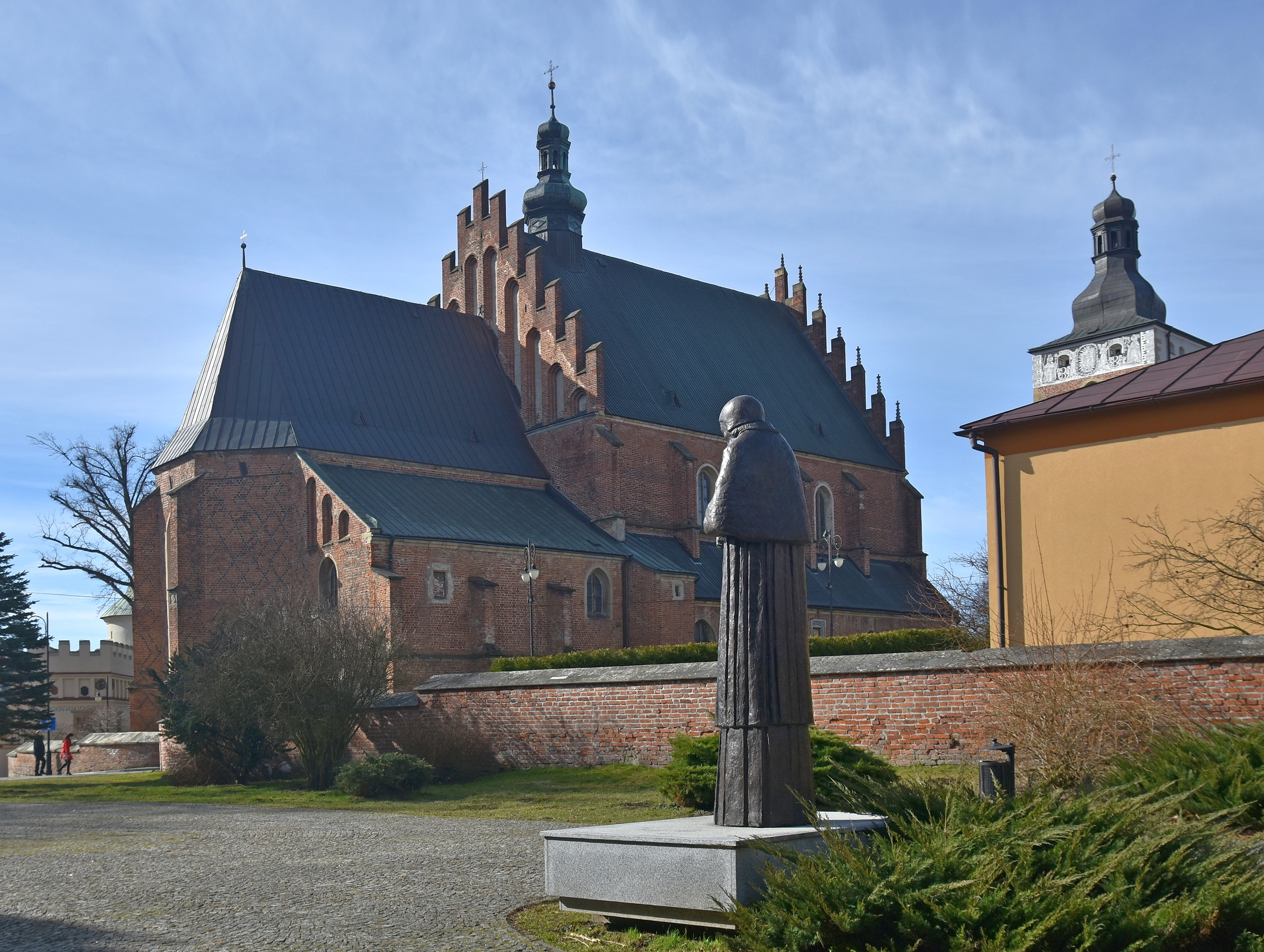
Kostel Božího Těla

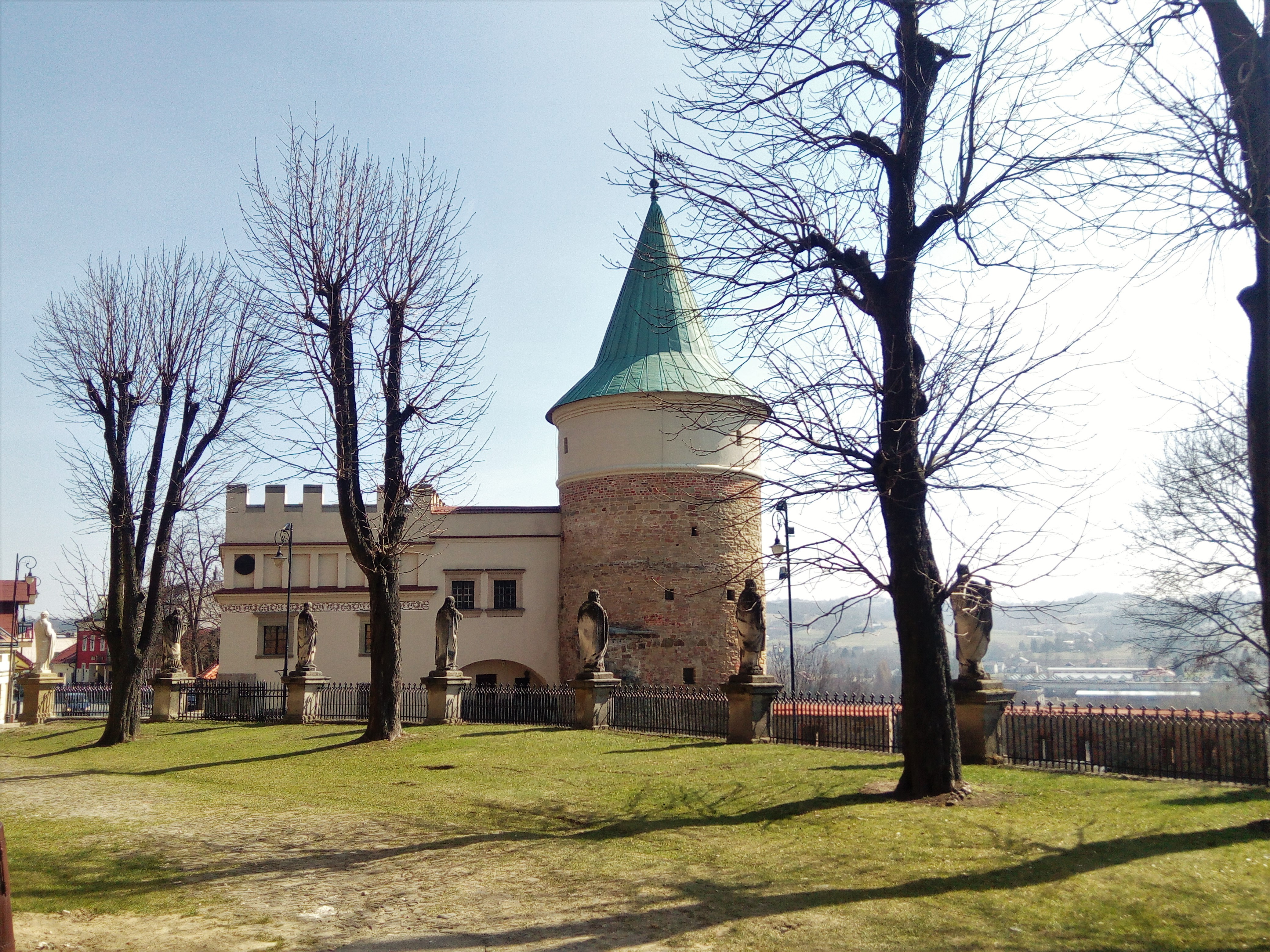
Část Kromerova domu s věží

| Rok            | 1398   | 1626   | 1695   | 1784  | 1815  | 1850  | 1880  | 1900  | 1914  | 1921  | 1931  | 1939  | 1944  | 1946  | 1958  | 1972  | 1991  | 1996  | 2006  | 2021  |
| -------------- | ------ | ------ | ------ | ----- | ----- | ----- | ----- | ----- | ----- | ----- | ----- | ----- | ----- | ----- | ----- | ----- | ----- | ----- | ----- | ----- |
| Počet obyvatel | ~3 000 | ~1 617 | ~1 030 | 1 783 | 1 700 | 2 330 | 2 930 | 3 180 | 3 825 | 3 673 | 4 055 | 4 268 | 5 973 | 3 947 | 4 066 | 4 145 | 4 005 | 4 965 | 4 648 | 4 468 |

## Administrativní dělení

Administrativní rozdělení města na tři jednostki pomocnicze gminy. Očíslovány jsou čísly od 1 do 3

Město se dělí na tří formální části, tzv. jednostki pomocnicze gminy (doslova: pomocné jednotky obce). Tyto části jsou očíslovány od jedné do tří. Každá má vlastní zastupitelstvo a voleného předsedu; k roku 2007 byli předsedy těchto tří částí Władysław Lignar, Renata Kudła a Ireneusz Zając.

### Městské části
Kromě těchto formálních částí má Biecz několik čtvrtí, z nichž každá má svou specifickou historii a charakter:
- Miasto – staré části města uzavřené zbytky městských hradeb
- Podwale – historická zástavba přiléhající k pozůstatkům městských hradeb; název znamená doslova „pod hradbami“
- Załawie – část města na nábřeží řeky Ropy; čtvrť sousedí s obcí Korczyna
- Belna Dolna – část města podél břehu řeky Ropy, nachází se v rámci druhé městské části
- Belna Górna – území náležející do druhé městské části, podél ulice Belna Górna
- Przedmieście Dolne – zástavba podél ulice Przedmieście Dolne a částečně i ulice Kazimierza Wielkiego
- Kurpiel – nazývaný též Przedmieście Górne, oblast podél stejnojmenné ulice
- Osiedle Górne – zástavba podél ulic Tysiąclecia, Skłodowské, Královny Jadwigy a Słonecznej
- Nęckówka – oblast za Osiedle Górne; řídce osídlená čtvrť, tvořená převážně lesy, sady a obdělávanými poli
- Wapniska – část města ležící při horním konci ulice ks. Jan Bochniewicze
- Harta – část města podél stejnojmenné ulice

## Památky
- Radniční věž – původně gotická, přestavěná v 16. a 20. století do současné renesanční podoby se sgrafity a střechou z dřevěných šindelů. Ze zdejší zvonice zní pravidelně hejnal
- Kostel Božího těla (Kościół Bożego Ciała) – vystavěn v cihlové gotice s osmi kaplemi, uvnitř uloženy relikvie královny Jadwigy
- Nemocnice sv. Ducha (Szpital św. Ducha) – nejstarší dochovaná nemocnice v Polsku se vzory z pálených cihel
- Kromerův dům (Dom Kromera) – budova ze 16. století, v současnosti městské muzeum[8]
- Městské hradby – ze 14. století, dlouhé přibližně 1,2 kilometru se třemi dochovanými strážními věžmi (Kowalska, Rzeźnicka, Radzeicka)
- Hrad – pozůstatky gotického hradu zbořeného během 2. poloviny 15. století na rozkaz Kazimíra IV. Jagellonského
- Klášter menších bratří (Klasztor franciszkański)

## Osobnosti
- Wacław Potocki (1621–1696) – šlechtic, básník a spisovatel, pohřben v Bieczi
- Marcin Kromer (1512–1589) – kartograf, biskup varmijský
- Apolinary Kotowicz (1859–1917) – krajinář, fotograf
- Witold Fusek (1885–1941) – farmaceut
- Tadeusz Ślawski (1920–2008) – spisovatel

## Panorama

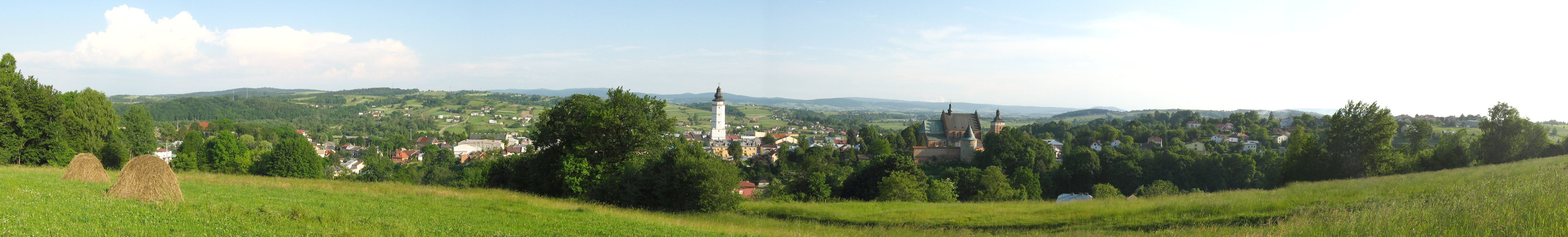
Panoramatický pohled na město

## Partnerská města
- Budakeszi, Maďarsko
- Gelnica, Slovensko
- Horní Suchá, Česko
- Košice, Slovensko
- Novodnistrovsk, Ukrajina
- Rohatyn, Ukrajina